# وونور
وونور (به انگلیسی: Vavanoor) یک روستا در هند است که در Palakkad district واقع شده‌است.